# Maart 1933
| Deze maand                                                                             |
| -------------------------------------------------------------------------------------- |
| - NSDAP wint verkiezingen - Roosevelt president - Dictatuur in Oostenrijk en Duitsland |

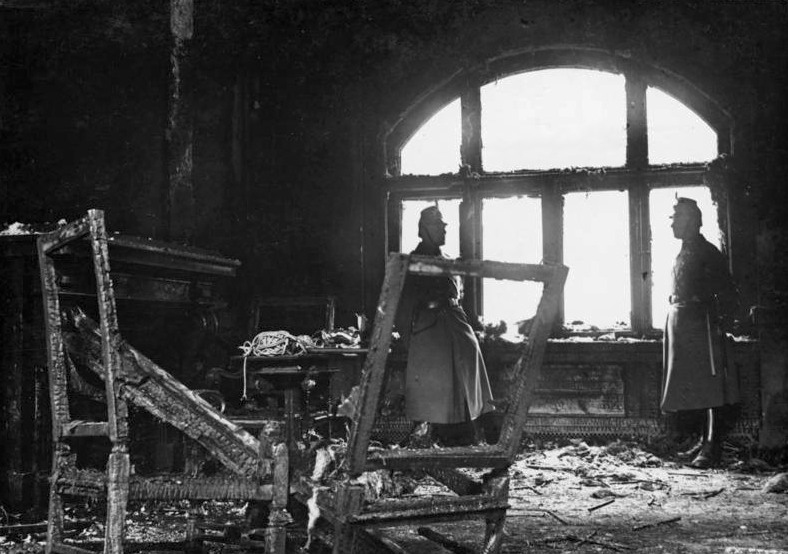
De Rijksdag na de brand

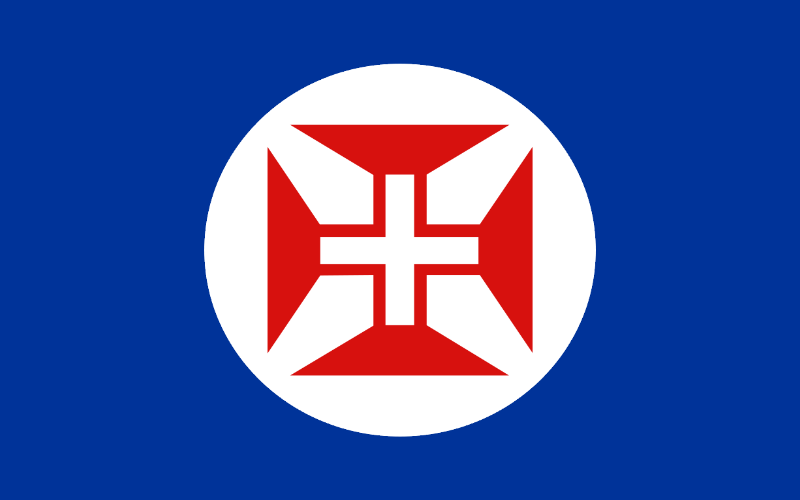
vlag van de Nationaal-Syndicalistische Beweging

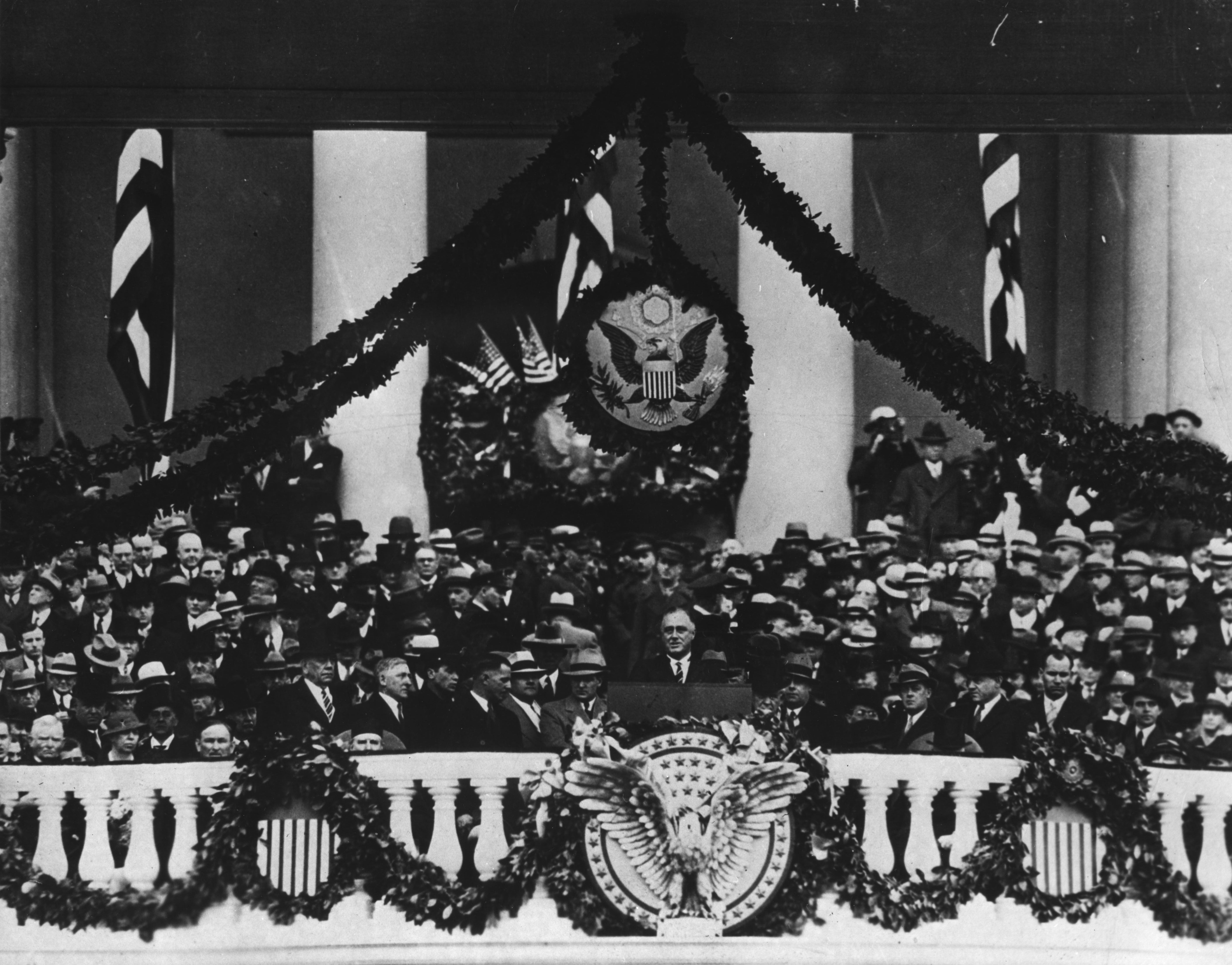
Franklin Delano Roosevelt houdt zijn inhuldigingsrede

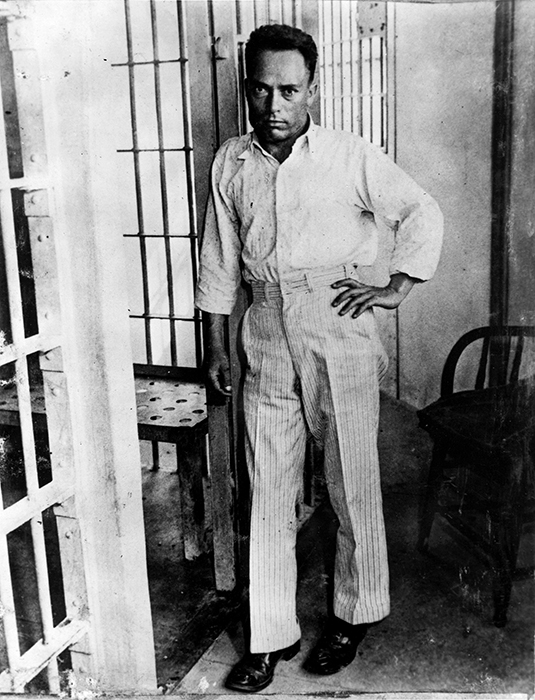
Giuseppe Zangara in gevangeniskleding

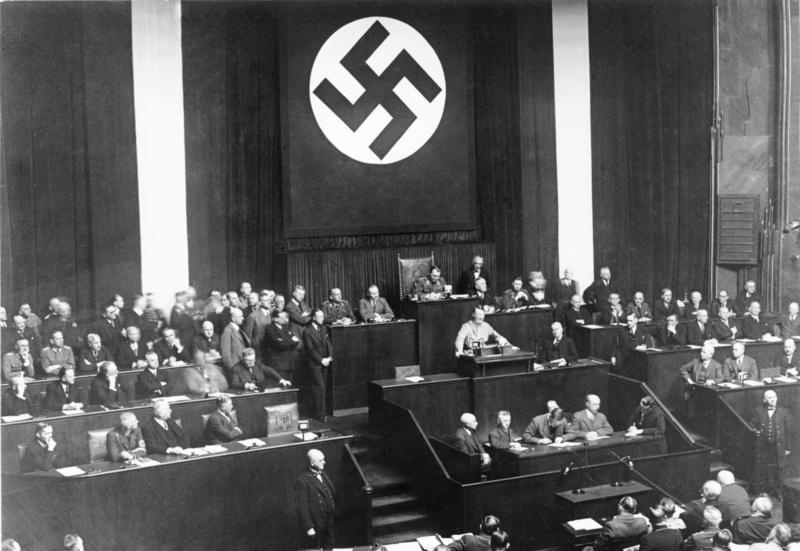
Adolf Hitler houdt een redevoering voorafgaand aan de stemming over de Machtigingswet

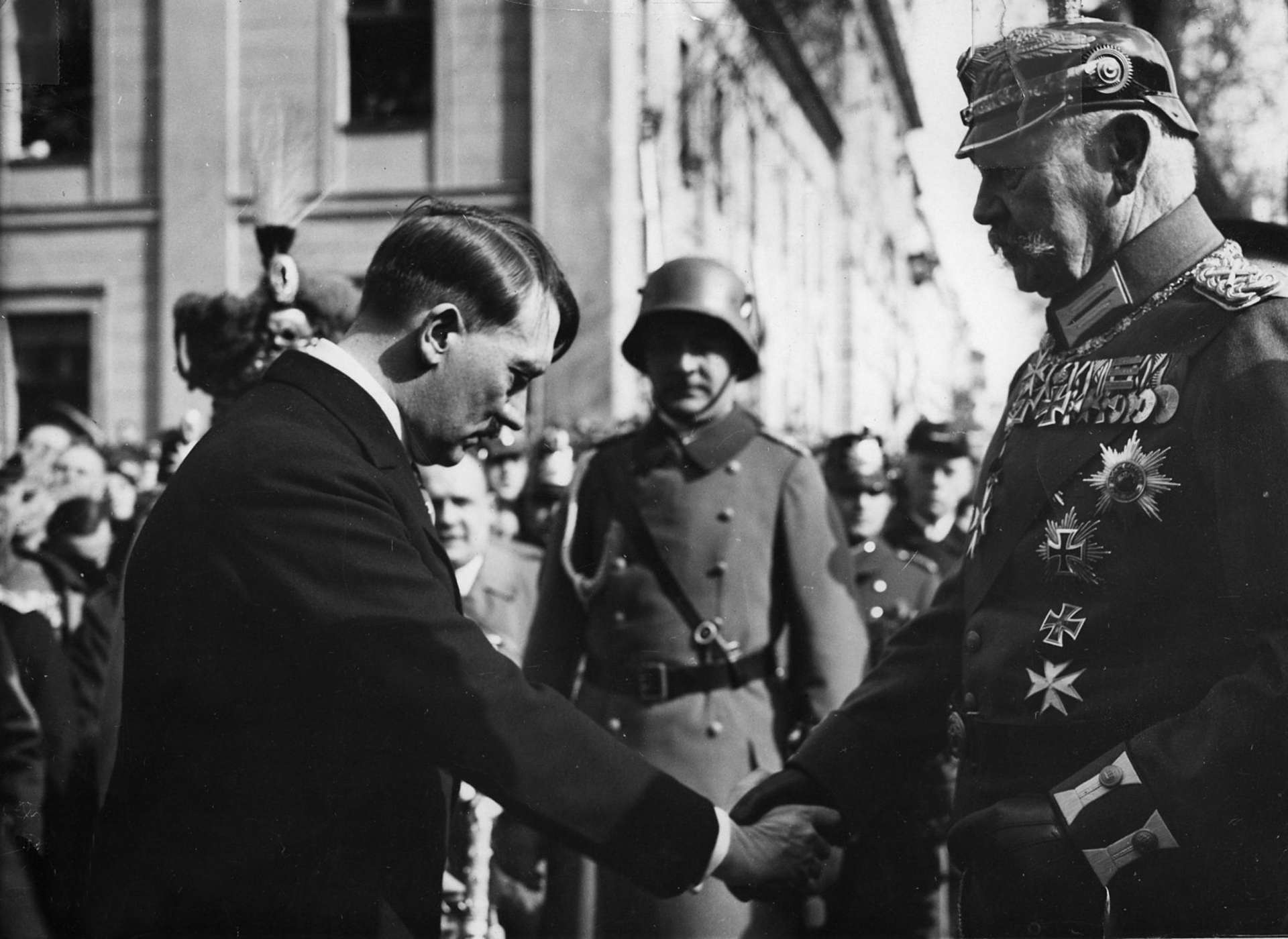
Adolf Hitler buigt voor Paul von Hindenburg op de Dag van Potsdam

De volgende gebeurtenissen speelden zich af in maart 1933. Sommige gebeurtenissen kunnen 1 of meerdere dagen te laat genoemd worden doordat ze soms vermeld zijn op de datum waarop ze bekend zijn geworden in plaats van de datum dat ze plaatsvonden.
- 1: Het Verenigd Koninkrijk stelt een wapenembargo in tegen China en Japan.
- 1: Naar aanleiding van de Rijksdagbrand wordt een nieuwe noodverordening van kracht in Duitsland:
  - doodstraf voor hoogverraad en verraad van militaire geheimen
  - gevangenisstraf voor het openbaren of vervalsen van vertrouwelijke informatie
  - 3 jaar gevangenisstraf voor geschriften die oproepen tot hoogverraad of grootschalige stakingen
- 1: Het Colombiaans-Peruviaanse conflict over Leticia wordt besproken in de Volkenbond.
- 2: Regering en parlement in Frankrijk komen tot een overeenstemming betreffende de verlaging van de ambtenarensalarissen. De socialistische fractievoorzitter Léon Blum treedt af omdat zijn fractie tegen zijn zin met het compromisvoorstel instemde.
- 2: Onder de naam Nationaal-Syndicalistische Beweging wordt in Portugal een fascistische partij opgericht. Partijleider is Rolão Preto.
- 2: Op de Ontwapeningsconferentie wordt besloten dat koloniale legers niet vallen onder de eerder aangenomen beperkingen van diensttijd, mobilisatiesnelheid en grootte van het leger.
- 2: In Duitsland worden alle communistische periodieken verboden, evenals alle bijeenkomsten van de KPD.
- 2: Franklin Delano Roosevelt heeft de invulling van zijn kabinet gereed.
- 2: Het Duitse sociaaldemocratische dagblad Vorwärts wordt verboden.
- 2: Noordelijke Honshu wordt getroffen door een aardbeving en bijbehorende tsunami. Zeker 3000 mensen komen om.
- 2: Laatste (achtste) verschijning van Maria te Banneux.
- 3: De Dail (het Ierse parlement) neemt een wet een die de eed van trouw aan de Britse Kroon afschaft.
- 2: De aan de Ontwapeningsconferentie deelnemende landen tekenen een overeenkomst dat ze geweld niet zullen toepassen als politiek middel.
- 4: In Noorwegen treedt een nieuwe regering aan met Johan Ludwig Mowinckel als premier en minister van buitenlandse zaken.
- 4: Franklin Delano Roosevelt treedt aan als president van de Verenigde Staten.
- 4: Japan bezet Chengde en heeft daarmee de gehele provincie Jehol in handen.
- 4: De banksluiting in de Verenigde Staten wordt verlengd tot 9 maart.
- 5: Bij de verkiezingen voor de Rijksdag behaalt de NSDAP een overwinning en komt op 288 van de 647 zetels (was 196 van de 584).
- 6: President Roosevelt stelt een embargo op de export van goud en zilver.
- 6: Bij parlementsverkiezingen in Griekenland halen de rechtse partijen een onverwachte meerderheid. Generaal Nikolaos Plastiras kondigt een militaire dictatuur af.
- 7: Anton Cermak, de burgemeester van Chicago die bij een aanslag op Roosevelt gewond raakte, overlijdt aan zijn verwondingen.
- 7: De Griekse couppleger generaal Plastiras wordt gearresteerd. Generaal Alexandros Othonaios vormt een nieuwe dictatoriale regering, maar maakt spoedig plaats voor verkiezingswinnaar Panagis Tsaldaris.
- 7: De Oostenrijkse bondskanselier Engelbert Dollfuss krijgt dictatoriale volmachten.
- 8: De Daily Mirror meldt dat de Franse wapenfabrieken hun grootste omzet sinds de Eerste Wereldoorlog hebben.
- 8: De nationaalsocialisten trekken in diverse Duitse steden de macht naar zich toe. In Thüringen wordt de joodse geloofsbelijdenis verboden.
- 9: Polen en Danzig komen opnieuw in conflict. Polen brengt marinetroepen naar het eilandje Westerplatte bij de rede van Danzig.
- 10: De Sovjet-Unie slaat een uitnodiging van de Volkenbond af om deel te nemen aan de besprekingen over het Chinees-Japanse conflict.
- 10: Het Karl Liebknechthuis, het hoofdkantoor van de KPD, wordt geconfisqueerd. Het wordt het hoofdkantoor van een speciale anti-marxistische politie en omgedoopt tot Horst Wesselhuis.
- 10: In het Ruhrgebied, in het bijzonder rond Essen worden vele Joodse winkels gesloten en met antisemitische plakkaten beplakt. De NSDAP ontkent hiervoor verantwoordelijk te zijn.
- 10: In de Verenigde Staten worden maatregelen genomen betreffende de bankcrisis:
  - De speciale bevoegdheden van de president worden verlengd.
  - Gezonde banken mogen weer open, de rest wordt onder regeringstoezicht gereorganiseerd.
- 10: Panagis Tsaldaris wordt de nieuwe premier van Griekenland.
- 11: Giuseppe Zangara, de dader van de aanslag op Franklin Delano Roosevelt, wordt naar aanleiding van het overlijden van Anton Cermak ter dood veroordeeld. Op 20 maart wordt hij geëxecuteerd.
- 11: Los Angeles wordt getroffen door een aardbeving.
- 11: In Duitsland wordt de Weimarvlag vervangen door het gezamenlijk hijsen van de oude zwart-wit-rode vlag en de hakenkruisvlag.
- 12: Nederlandse militairen wordt het verboden lid te zijn van fascistische organisaties zoals de NSB of hun vergaderingen bij te wonen.
- 12: 6000 banken in de Verenigde Staten mogen weer openen. Wel blijven beperkingen op uitbetaling van goud en vreemde valuta van kracht.
- 12 De voornaamste bladen van de Deutsche Zentrumspartei worden verboden.
- 13: Joseph Goebbels wordt aangesteld als rijksminister voor volksvoorlichting en propaganda.
- 13: Het Verenigd Koninkrijk heft het wapenembargo tegen China en Japan op, omdat er geen hoop is op internationale overeenstemming over een dergelijk embargo.
- 14: Polen verklaart af te zien van verdere acties rond de Westerplatte.
- 15: De beurs van New York wordt heropend, na vanwege de banksluiting gesloten te zijn geweest.
- 15: De Senaat keurt de bezuinigingsplannen van president Roosevelt goed:
  - sterke verlaging van de oorlogspensioenen
  - salarisverlaging voor ambtenaren en militairen
- 15: De Chinezen beginnen een tegenoffensief tegen de Japanners en heroveren onder meer Pingquan.
- 15: De Senaat keurt een wet goed die de verkoop van drank met maximaal 3,5% alcohol weer toestaat.
- 20: Joodse dokters in Duitse ziekenhuizen worden ontslagen. Joodse strafrechters worden naar civiele rechtbanken overgeplaatst.
- 20: Instelling van de dictatuur in Duitsland: De regering mag tot 1 april 1937 zonder inmenging van de Rijksdag wetten afkondigen en internationale verdragen afsluiten. Zie: Machtigingswet
- 20: In Letland worden alle fascistische organisatie verboden. Hun aanhangers moeten het land verlaten.
- 21: Dag van Potsdam: officiële openingsceremonie van de nieuwe Duitse Rijksdag.
- 27: Japan maakt zijn uittreden uit de Volkenbond officieel bekend.
- 28: In Brunswijk wordt de Stahlhelm ontbonden omdat deze een groot aantal communisten zou hebben opgenomen.
- 28: In Stuttgart worden 1500 politieke gevangenen bijeen gebracht in een concentratiekamp.
- 31: In Oostenrijk wordt de Republikanischer Schutzbund verboden.

En verder:
- Joden vluchten uit Duitsland naar onder meer Polen. Vele Polen verzetten zich echter tegen hun opname.

<< · januari · februari · maart · april · mei · juni · juli · augustus · september · oktober · november · december · >>